# 西條正明
西條 正明（にしじょう まさあき、1967年〈昭和42年〉6月30日 - ）は、日本の科学技術・文部科学技官。

## 経歴
長野県松本市出身、松本深志高校、北海道大学工学部衛生工学科を経て、同大大学院工学研究科を修了。国家公務員採用Ⅰ種試験（土木）に合格し、1993年4月に科学技術庁入庁。
2024年7月11日、文部科学省大臣官房長に就任。2025年7月15日、文部科学省科学技術・学術政策局長に就任。

## 年譜
基本的な出典
- 1993年
  - 03月：北海道大学大学院工学研究科修了
  - 04月：科学技術庁入庁
- 1999年10月：科学技術庁科学技術振興局企画課長補佐
- 2001年
  - 01月：文部科学省研究開発局宇宙政策課調査国際室専門官
  - 04月：文部科学省研究振興局研究環境・産業連携課産業連携推進専門官
- 2003年06月：文部科学省科学技術・学術政策局国際交流官付国際交流官補佐
- 2004年06月：外務省在アメリカ合衆国日本国大使館一等書記官
- 2007年06月：文部科学省科学技術・学術政策局政策課課長補佐
- 2008年
  - 07月：文部科学省大臣官房総務課企画官
  - 08月：内閣府大臣官房（命）内閣府特命担当大臣秘書官事務取扱（野田聖子大臣）
- 2009年09月：文部科学省大臣官房会計課予算企画調整官
- 2011年08月：文部科学省研究開発局原子力課核燃料サイクル室長
- 2014年
  - 05月：文部科学省大臣官房付
  - 05月：（併）内閣府政策統括官（科学技術政策・イノベーション担当）付参事官（重要課題達成担当）
- 2015年08月：文部科学省研究振興局参事官
- 2017年01月：文部科学省研究開発局原子力課長
- 2018年04月：文部科学省科学技術・学術政策局産業連携・地域支援課長
- 2019年07月：文部科学省高等教育局学生・留学生課長
- 2021年
  - 01月：文部科学省大臣官房参事官
  - 09月21日：文部科学省大臣官房総務課長[6]
- 2022年
  - 07月：文部科学省大臣官房審議官（高等教育局及び科学技術政策連携担当）
  - 09月：（併）内閣府子ども・子育て本部審議官（～2023年3月）
  - 11月：（併）内閣官房閣審議官（内閣官房副長官補付） （～2023年9月）
  - 11月：（命）内閣官房デジタル田園都市国家構想実現会議事務局審議官（～2023年9月）
  - 11月：（併）内閣府地方創生推進事務局審議官（～2023年9月）
- 2024年
  - 04月01日：文部科学省大臣官房審議官（科学技術・学術政策局担当）[7]
  - 04月：（併）内閣官房内閣審議官（内閣官房副長官補付）
  - 04月：（命）内閣官房グローバル・スタートアップ・キャンパス構想推進室審議官
  - 04月：（併）内閣府科学技術・イノベーション推進事務局審議官
  - 07月11日：文部科学省大臣官房長[4]
- 2025年07月15日：文部科学省科学技術・学術政策局長[5]